# Algerische Billie-Jean-King-Cup-Mannschaft
Die algerische Billie-Jean-King-Cup-Mannschaft ist die Tennisnationalmannschaft von Algerien, die im Billie Jean King Cup eingesetzt wird. Der Billie Jean King Cup (bis 1995 Federation Cup, 1996 bis 2020 Fed Cup) ist der wichtigste Wettbewerb für Nationalmannschaften im Damentennis, analog dem Davis Cup bei den Herren.

## Geschichte
1997 nahm Algerien erstmals am Billie Jean King Cup teil.

## Teamchefs (unvollständig)
- Abdel Kader Bessaad

## Bekannte Spielerinnen der Mannschaft
- Amira Benaïssa
- Yassamine Boudjadi
- Ines Bekrar
- Lynda Benkaddour
- Fatima Zohra Boukezzi
- Sara Meghoufel
- Feriel Esseghir
- Inès Ibbou
- Assia Halo
- Sana Ben Salah